# دينغيكي ماوه
دينغيكي ماوه (باليابانية: 電撃マオウ، بالروماجي: Dengeki Maō) هي مجلة سينن يابانية، تنشر من قبل أسكي ميديا وركز (سابقًا ميديا ووركز ‏). تصدر المجلة كل شهر، وصدر أول في عدد في 27 أكتوبر عام 2005. نشرت طبعة خاصة من المجلة تسمى دينغيكي بلاك ماوه كل ثلاثة أشهر منذ 19 سبتمبر عام 2007 حتى 19 يونيو عام 2010.

## سلاسل نشرت في

### دينغيكي ماوه
- Aruite Ippo!!
- بلاك بوليت
- Bokusatsu Tenshi Dokuro-chan  [لغات أخرى]‏
- Disgaea 2: Cursed Memories
- Enburio
- eM -eNCHANTarM-
- Furatto Rain
- Girl Friend Beta
- GT-giRl
- ذا أيدول ماستر  [لغات أخرى]‏
- Immortal Grand Prix
- Iriya no Sora, UFO no Natsu
- Itsudemo Jakusansei
- KanColle: Shimakaze Compilation  [لغات أخرى]‏
- لوتي نو أوموتشا
- Mattaku Saikin no Tantei to Kitara
- Monster Hunter
- Oroka na Tenshi wa Akuma to Odoru
- بيرسونا 4
- Prince of Stride Galaxy Rush  [لغات أخرى]‏
- Rumble Roses
- Rune Factory 2
- تابل وذئب
- Sword Art Online: Hollow Realization
- تيلس أوف أبيس
- Tenshō Gakuen Gekkō Roku
- مشكلة في نادي الفن
- A Tropical Fish Yearns for Snow
- أوتاواريرومنو

### دينغيكي بلام ماوه
- 100Yen Shop Kiandou
- فام فاتال
- Hanjyuku Tencho
- Heavy Object
- Ichigeki Sacchu!! HoiHoi-san Legacy  [لغات أخرى]‏
- Kagaminochou no Kaguya
- Karakasa no Saien
- Kizuato
- Nanatsusa
- برسونا 3
- Persona 3 - Portable Dengeki Comic Anthology
- بيرسونا 4
- Queen's Blade Struggle
- Sukoshi Fushigi Manga Koto-chan
- Tama Biyori
- Tama Hiyo
- Tokubetsuyomikiri - Mirukashi
- Tokubetsuyomikiri - The Writing of Secret Minds
- Yamanko

## وصلات خارجية
- موقع دينغيكي ماوه الرسمي باللغة اليابانية
- موقع دينغيكي ماوه بلاك الرسمي باللغة اليابانية